# Frostbite de l'Adirondack
Le Frostbite de l'Adirondack est le nom d'une ancienne franchise professionnelle de hockey sur glace en Amérique du Nord qui évolue dans l'United Hockey League. L'équipe était basée à Glens Falls dans l'État de New York.

## Historique
La franchise est créée en 1999 sous le nom des IceHawks de Adirondack. En 2004, elle est renommée Frostbite de Adirondack. Elle évolue deux saisons en United Hockey League avant de cesser ses activités à la fin de saison 2006. 

### Saisons après saisons
Note: PJ : parties jouées, V : victoires, D : défaites, N : matchs nuls, DP : défaite en prolongation, DF : défaite en fusillade, Pts : Points, BP : buts pour, BC : buts contre, Pun : minutes de pénalité
| Saison    | PJ | V  | D  | N | DP | DF | Pts | Classement              | Séries éliminatoires      |
| --------- | -- | -- | -- | - | -- | -- | --- | ----------------------- | ------------------------- |
| 2005-2006 | 76 | 46 | 24 | - | -  | 6  | 98  | 2e place, division est  |                           |
| 2004-2005 | 80 | 48 | 24 | - | 8  | -  | 104 | 1 e place, division est | Défaite en première ronde |